# Bragi
Bragi a skandináv mitológiában az ászok egyike, Ódin és talán Gunnlöd fia, a költészet istene, aki bölcseségével, ékesszólásával és költői erejével tűnik ki. Mint énekes és hős ő üdvözli a harcban elesett hősöket, akik a Valhallába bevonulnak. Felesége Idun, az ifjúság istennője.
Bragi alakja valószínűleg csak a későbbi szkaldok alkotása. A költői tehetség ősforrásául régebben magát Ódint tekintették és eredetileg Ódin költői oldalának külön megszemélyesítése, neve pedig eredetileg Ódin egyik mellékneve lehetett.